# Луцмансбург
Луцмансбург (нем. Lutzmannsburg) — ярмарочная община в Австрии, в федеральной земле Бургенланд.
Входит в состав округа Оберпуллендорф. Население составляет 861 человек (на 31 декабря 2005 года). Занимает площадь 23,2 км². Официальный код — 1 08 10.

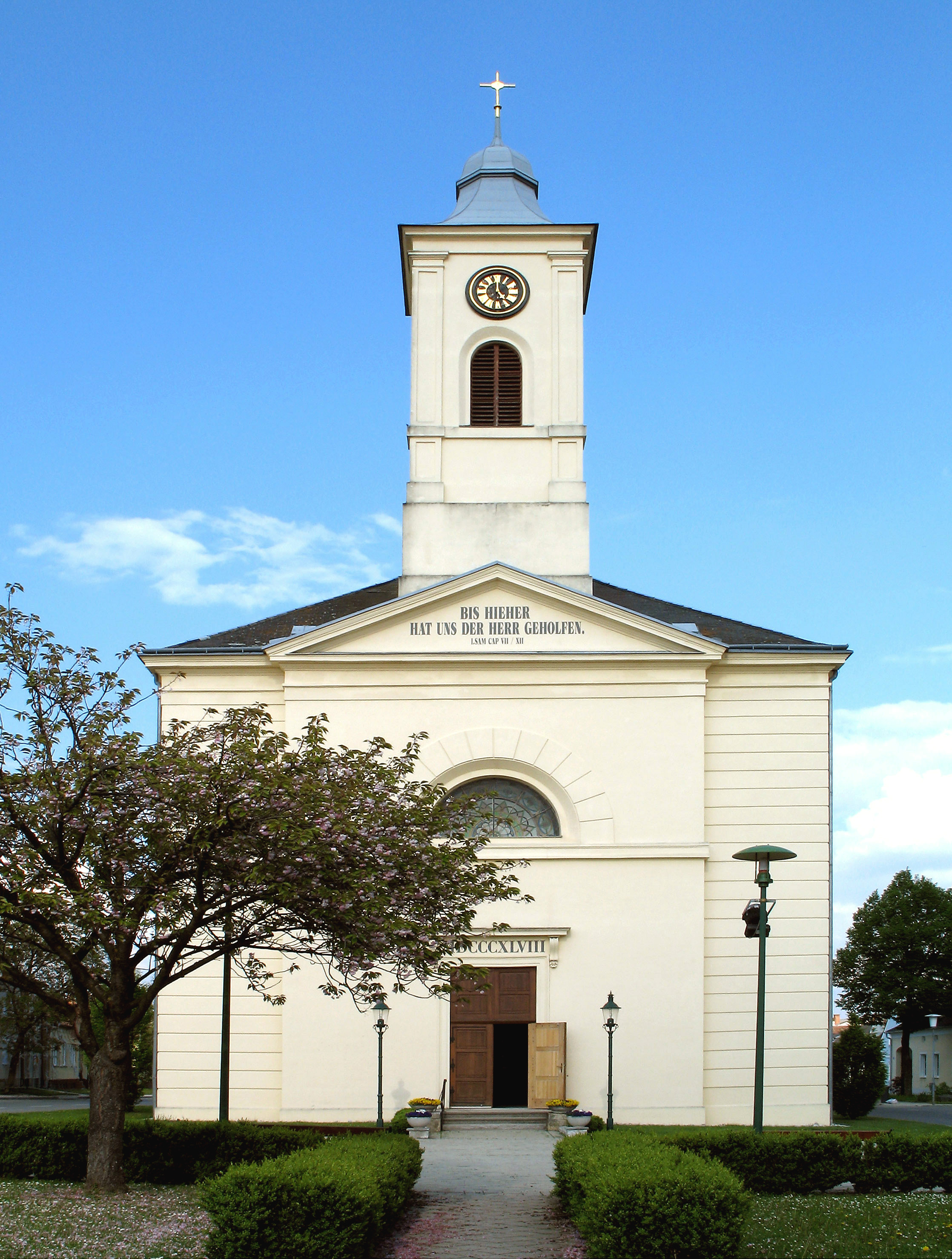
Церковь

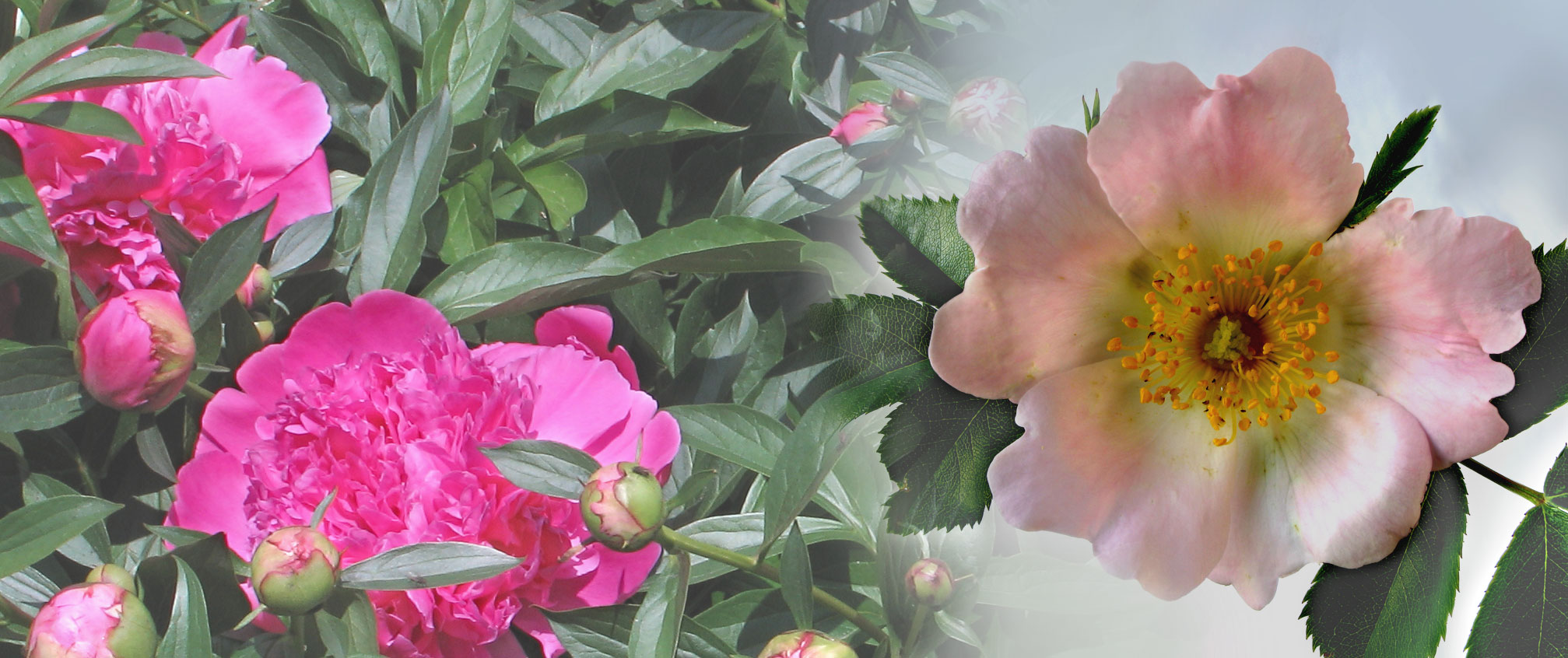
Луцманнсбург

## Политическая ситуация
Бургомистр общины — Гюнтер Тот (АНП) по результатам выборов 2007 года.
Совет представителей общины (нем. Gemeinderat) состоит из 15 мест.
- АНП занимает 6 мест.
- Партия ADL занимает 5 мест.
- СДПА занимает 4 места.